# Грамовка (Пятихатский район)
Грамовка (укр. Грамівка) — село,
Холодиевский сельский совет,
Пятихатский район,
Днепропетровская область,
Украина.
Код КОАТУУ — 1224588003. Население по переписи 2001 года составляло 71 человек .

## Географическое положение
Село Грамовка находится на левом берегу реки Омельник,
примыкает к селу Попельнастое (Александрийский район),
на расстоянии в 1,5 км расположены сёла Холодиевка и Григоровка.